# Cinnoberspindling
Cinnoberspindling (Cortinarius cinnabarinus) är en svampart som beskrevs av Fr. 1838. Cinnoberspindling ingår i släktet Cortinarius och familjen spindlingar.  Arten är reproducerande i Sverige. Inga underarter finns listade i Catalogue of Life.